# 野反ダム
野反ダム（のぞりダム）は、群馬県吾妻郡中之条町を流れる信濃川水系中津川に建設されたダム。高さ44メートルのロックフィルダムで、東京電力リニューアブルパワーの発電用ダムである。ダム湖（人造湖）の名は野反湖（のぞりこ）という（ダム湖百選）。上信越高原国立公園に属する。湖を一周する遊歩道は遊歩百選。

## 歴史
群馬・長野・新潟の3県を流れる中津川は、まず群馬県中之条町六合（くに）地区北端で源を発し、秘境・秋山郷を流れ、新潟県中魚沼郡津南町で信濃川へ合流する。その水源に野反湖があり、その北端で水をせき止めているのが野反ダムである。ダムが完成する以前は湿原であって、その中に池が点在し野反池（のぞりいけ）と呼ばれていた。大正時代の電力会社・信越電気は野反池を含め中津川の水資源を水力発電に利用することを計画し、水利権を取得。中流部において中津川第一・第二・第三発電所を完成させた。その後、相次ぐ合併のたびに各社を渡り歩いてきた水利権は、最終的に戦後発足した東京電力が継承した。
東京電力は中津川の既存水力発電所の再開発を計画し（高野山ダム#昭和の再開発も参照）、これまで手つかずだった野反池にも開発の手が伸ばされた。水源である野反池にダムを建設して大量の水を貯えておき、水不足の際に放流して下流の水力発電所の補給とすることで年間発生電力量の増大を見込んだのである。建設工事は1953年（昭和28年）に着手され、1956年（昭和31年）に完成した。日本の発電用ダムとしては初めてのロックフィルダムで、材料となる岩石を高所から落下させ、その衝撃で締め固めつつ高く築き上げるという投石工法で建設された。この工法は沈下量が大きい（完成後にダムの高さが沈みやすい）ことから、現在ではロードローラーで締め固めるといったことが行われている。また、ダム本体の上流側は水の流出を防止するため、一面にわたって鉄筋コンクリートで舗装されている。日本のダムとしては珍しく、こうした型式のものは小渕ダム・石淵ダム・皆瀬ダム・そして野反ダムの4基しか存在しない。

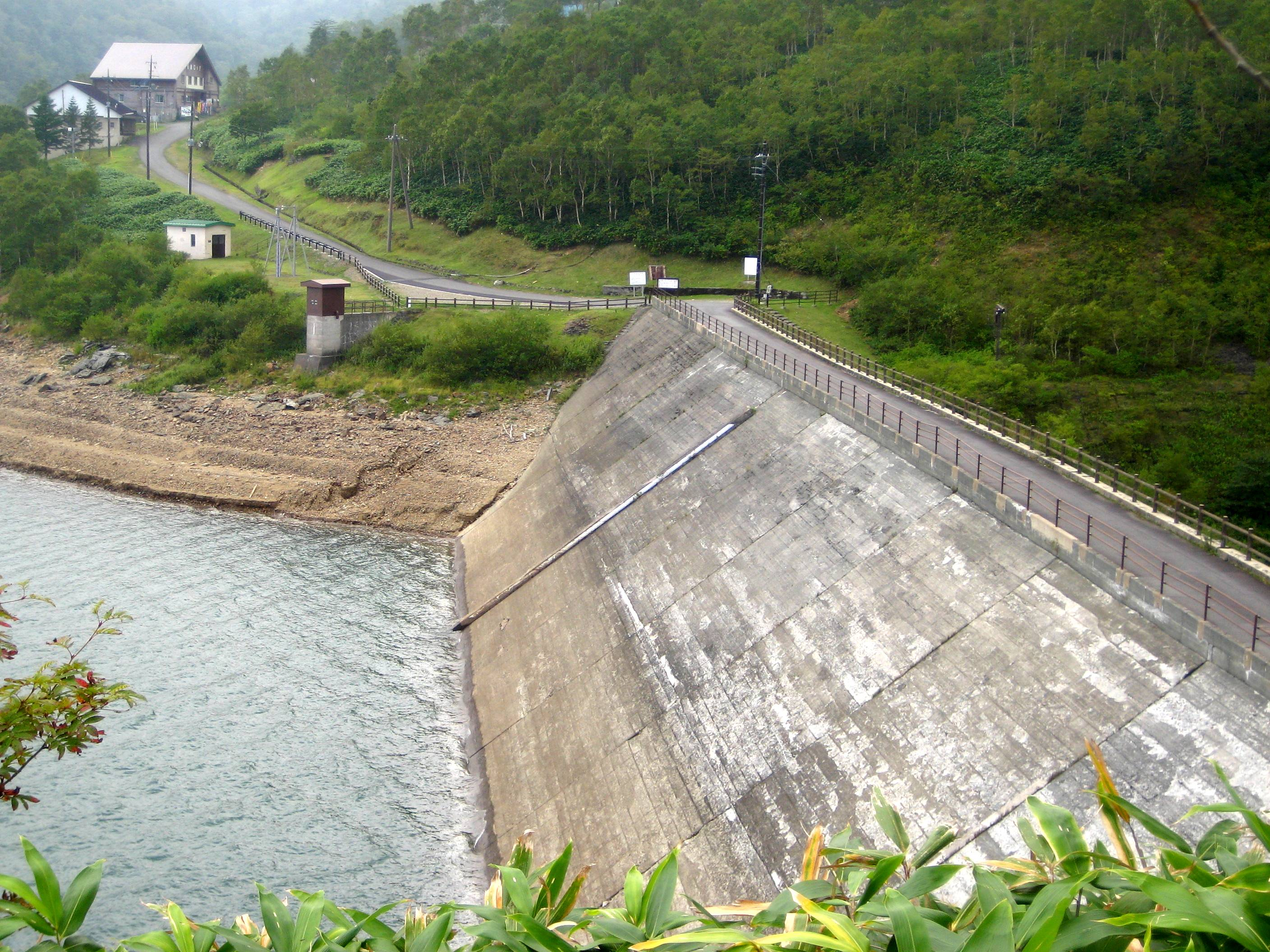
野反ダム上流側
一面がコンクリートで舗装されている。

## 周辺

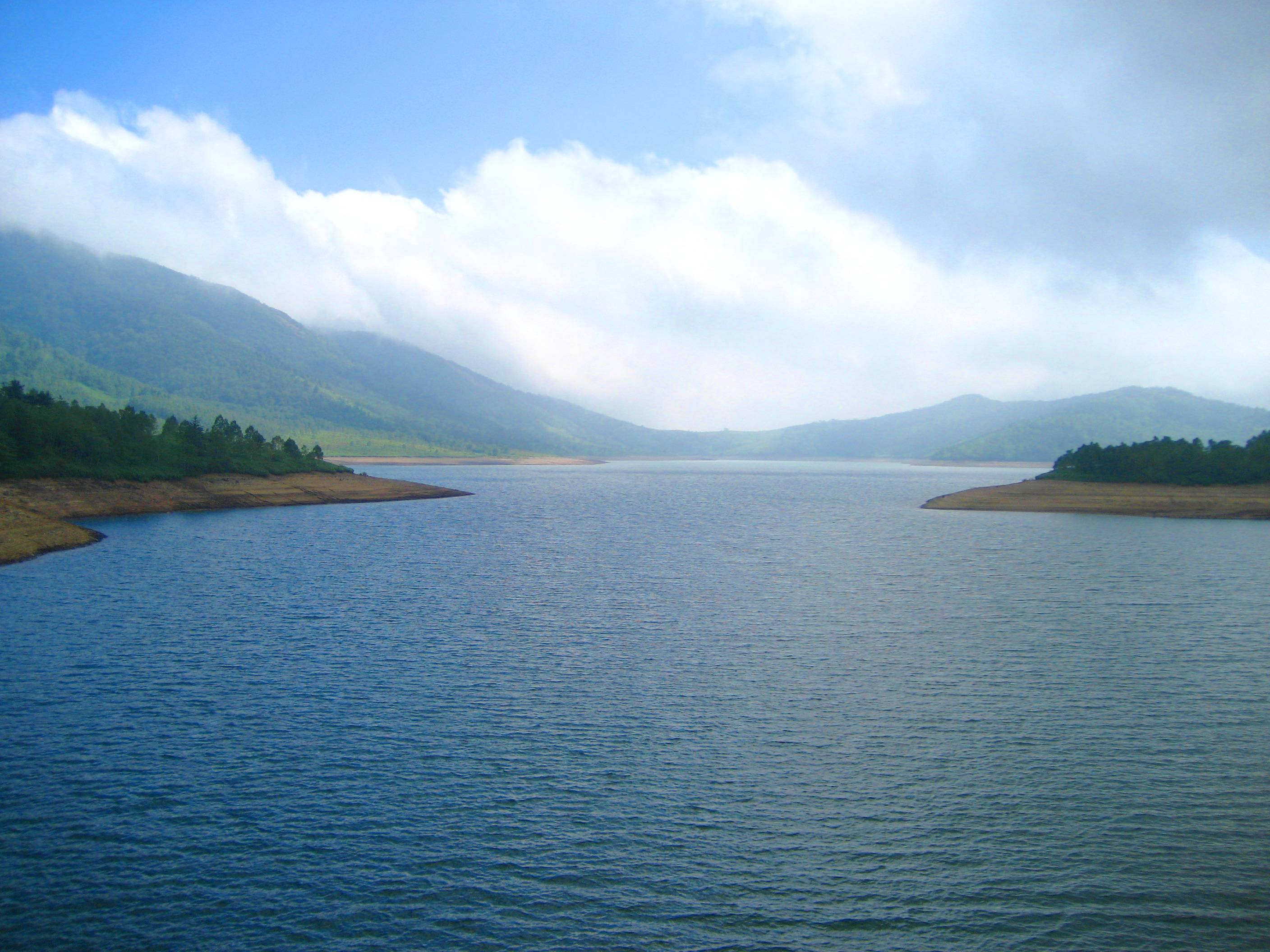
野反湖（野反ダムからの眺め）

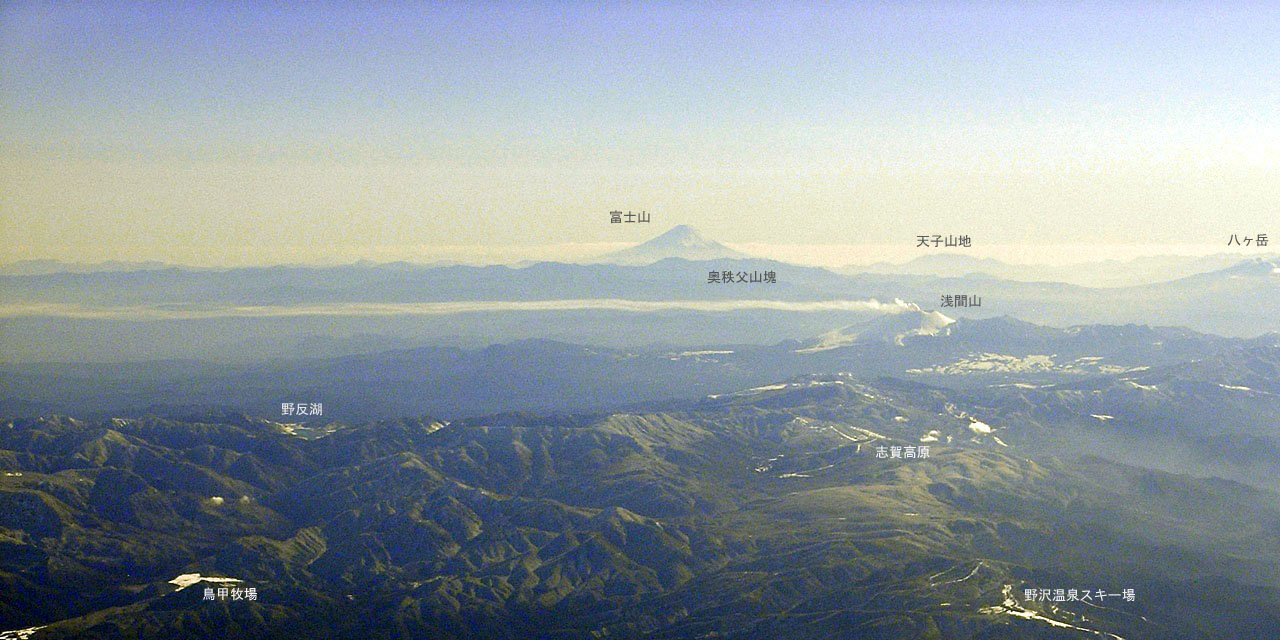
群馬県より日本海側へ流れ出る中津川支流の野反湖空撮

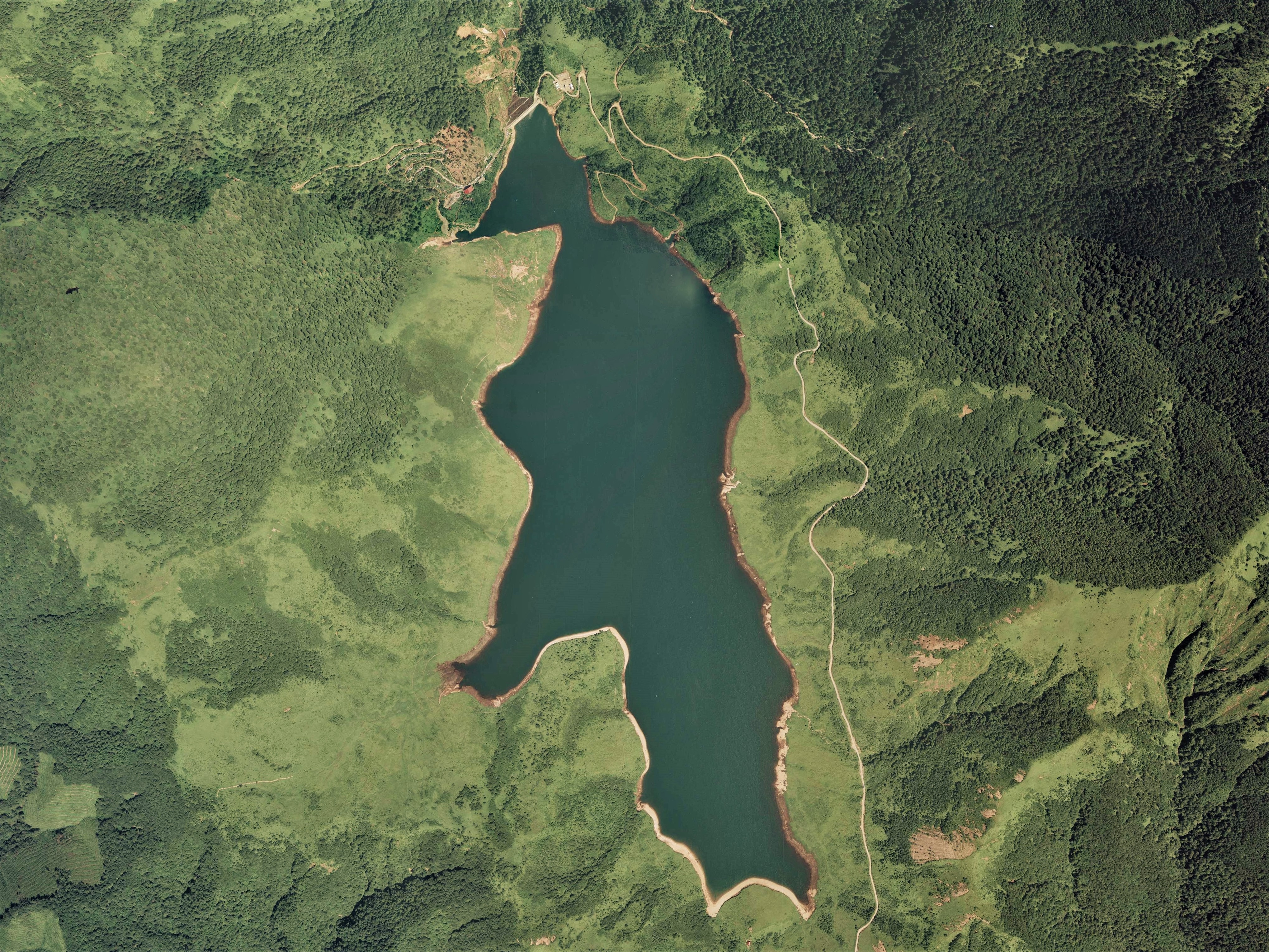
野反湖の空中写真。1977年8月7日撮影の4枚を合成作成。
。

草津温泉方面から国道405号を北上し野反峠を越えると、周囲を原生林で囲まれた野反湖の青い水が視界に現れる。その眺めは通常のダム湖とは違い、一見すると天然湖に見える。
野反湖とその周辺は上信越高原国立公園内に存在し、国有林の野反自然休養林がある。2005年（平成17年）には六合村の推薦により財団法人ダム水源地環境整備センターは野反湖をダム湖百選に選定。また、周囲の遊歩道は遊歩百選に選ばれており、白砂山ほか上信越国境の山々への登山口でもある。
夏は高原の冷涼な空気に包まれ、湖周にはノゾリキスゲ（ニッコウキスゲの当地名）やレンゲツツジなど高山植物が咲く。湖にはニジマスやイワナが放流され、入漁券を購入すれば釣りをすることもできる。水温は夏季でも低く、遊泳には適さない。
観光シーズンである毎年5月1日～10月20日の間に限って路線バスが運行している。JR 吾妻線・長野原草津口駅から、中之条町営バスに乗車。道の駅六合、花敷温泉を経て約1時間15分で湖畔のバス停に至る。途中には品木ダム（上州湯の湖）や白砂ダムがあるが、これらは利根川水系に属するもので、その水はいずれ太平洋へと注ぐ。関東地方に水源を持つ河川のうち、反対側の日本海に注ぐものは野反湖のある中津川と、尾瀬を水源とする只見川（阿賀野川水系）しかない。なお、国道405号は野反ダムから秋山郷最奥の切明温泉までの間が不通となっている。いわゆる点線国道であり、この先は険しい登山道があるのみである。
野反ダムは野反湖北端にある。天端は車道になっており、対岸へと渡れるようになっている。アスファルト舗装道路となっているが道幅は狭く、自動車は交互通行する。天端は標高1,517メートルにあり、南相木ダム（天端標高1,532メートル）が完成するまでは日本のダムとして最も標高の高い位置にあった。ダムの真下には湖底から取り入れた水をダム直下から放出する放流管が埋設されており、最大で6立方メートル毎秒の水を放流できるようになっている。

## ギャラリー

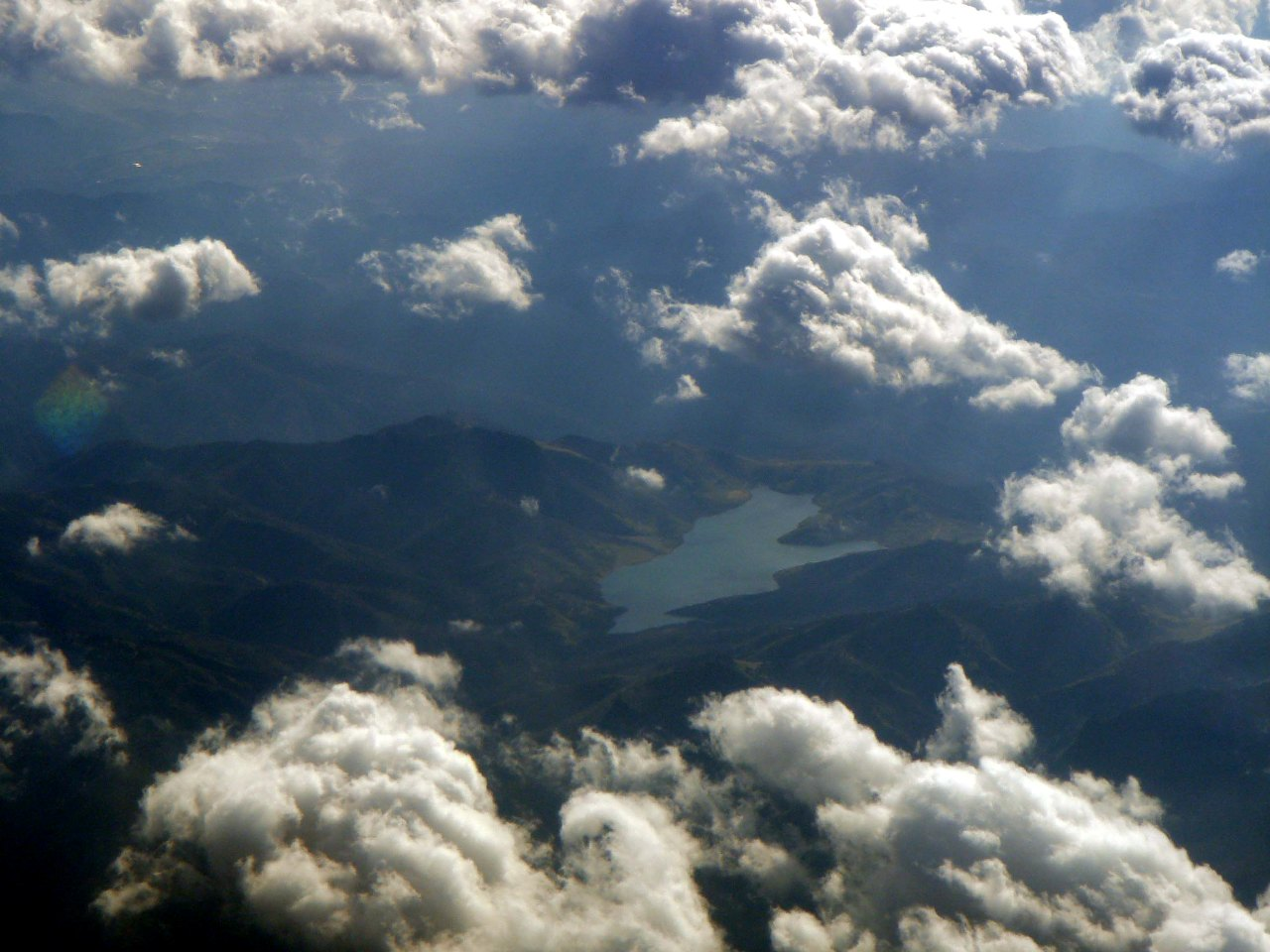
野反湖空撮
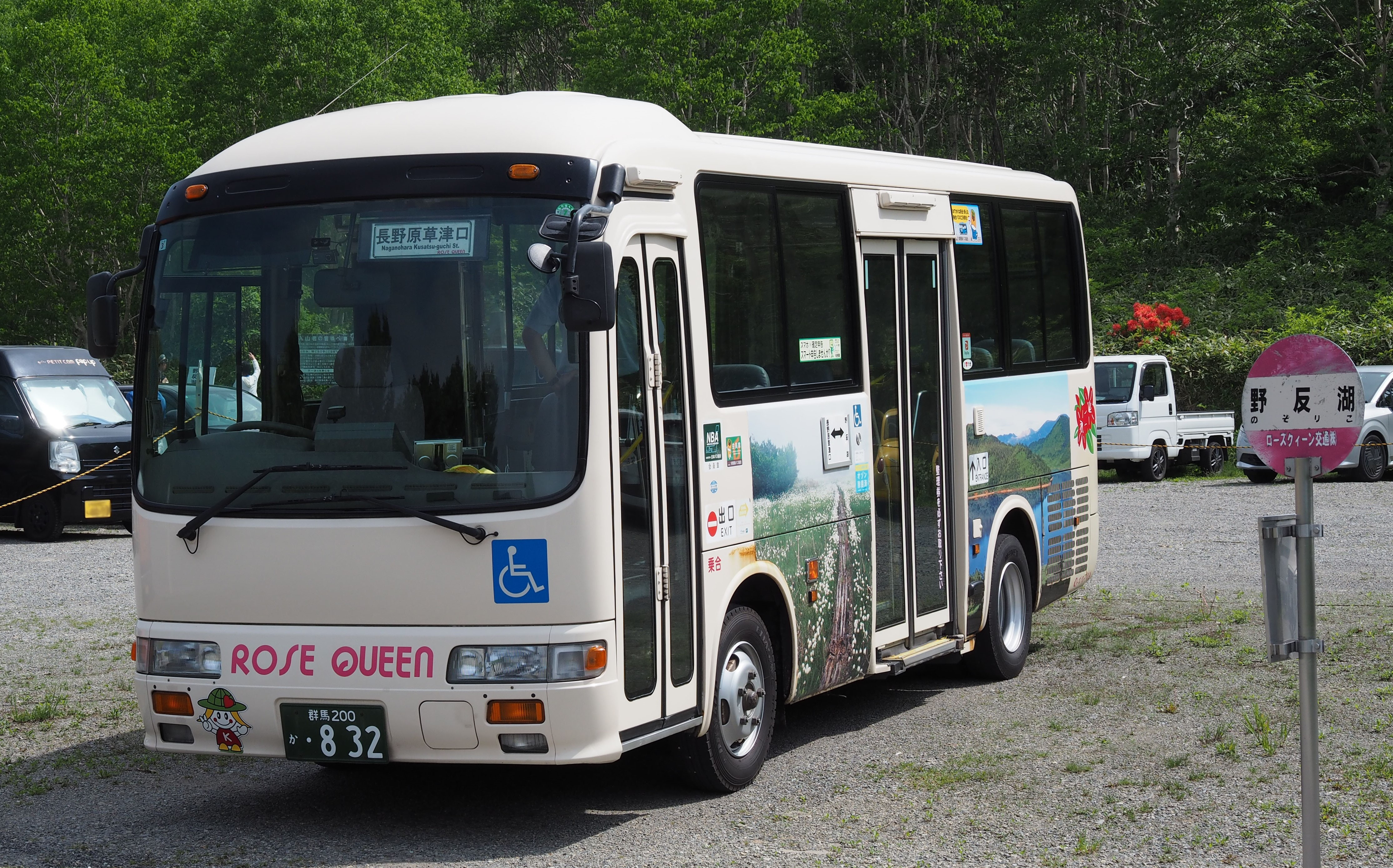
野反湖バス停
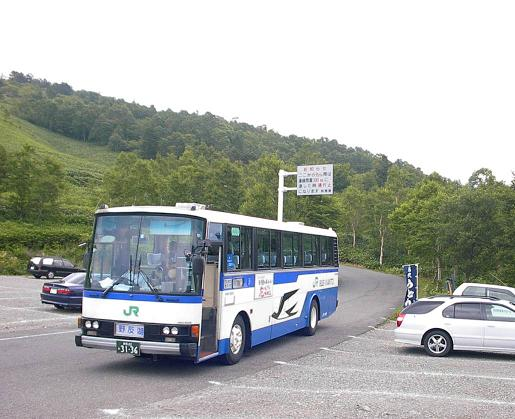
野反湖バス停（花敷線時代）
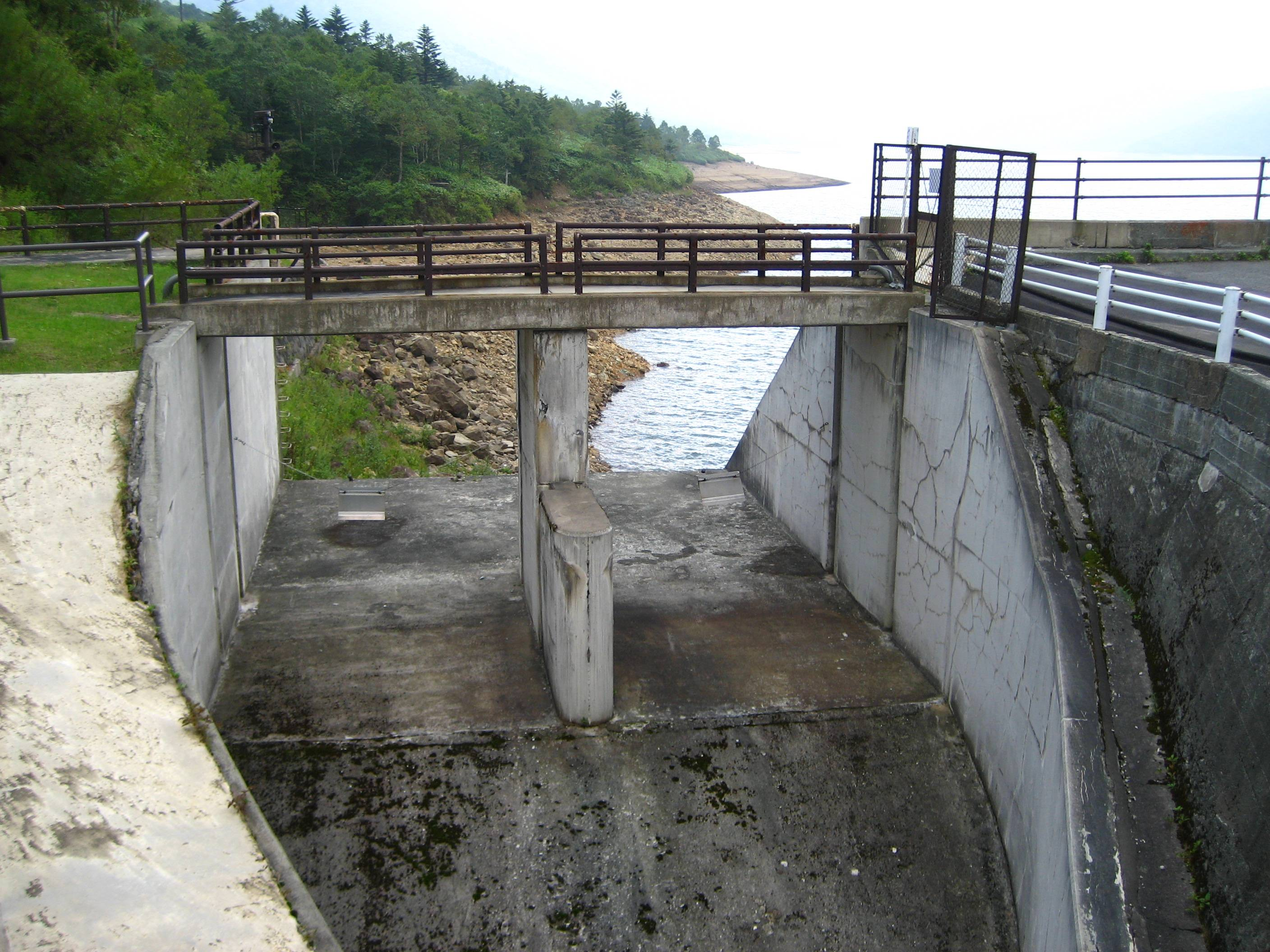
野反ダムの洪水吐き
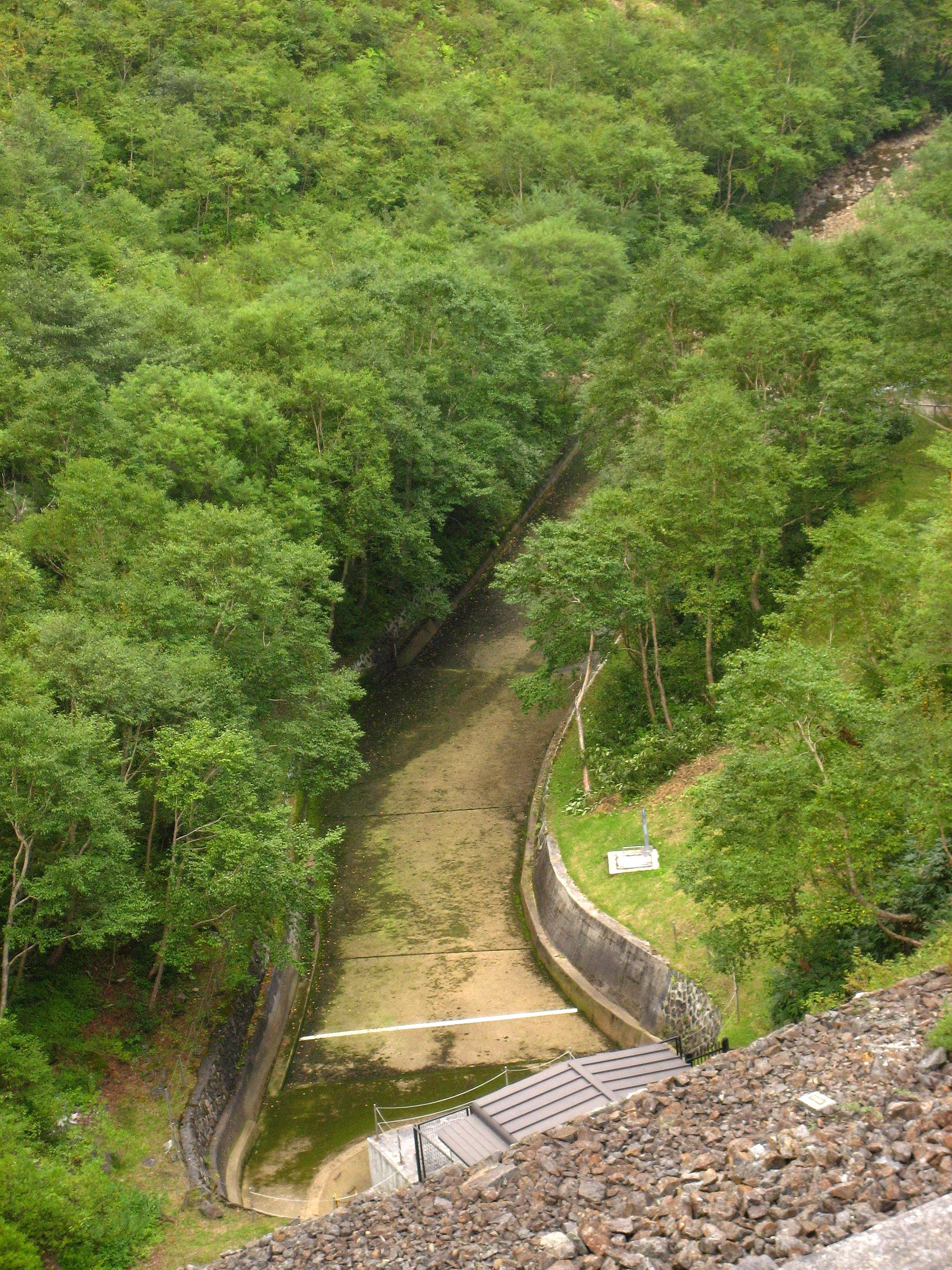
野反ダム直下の水路
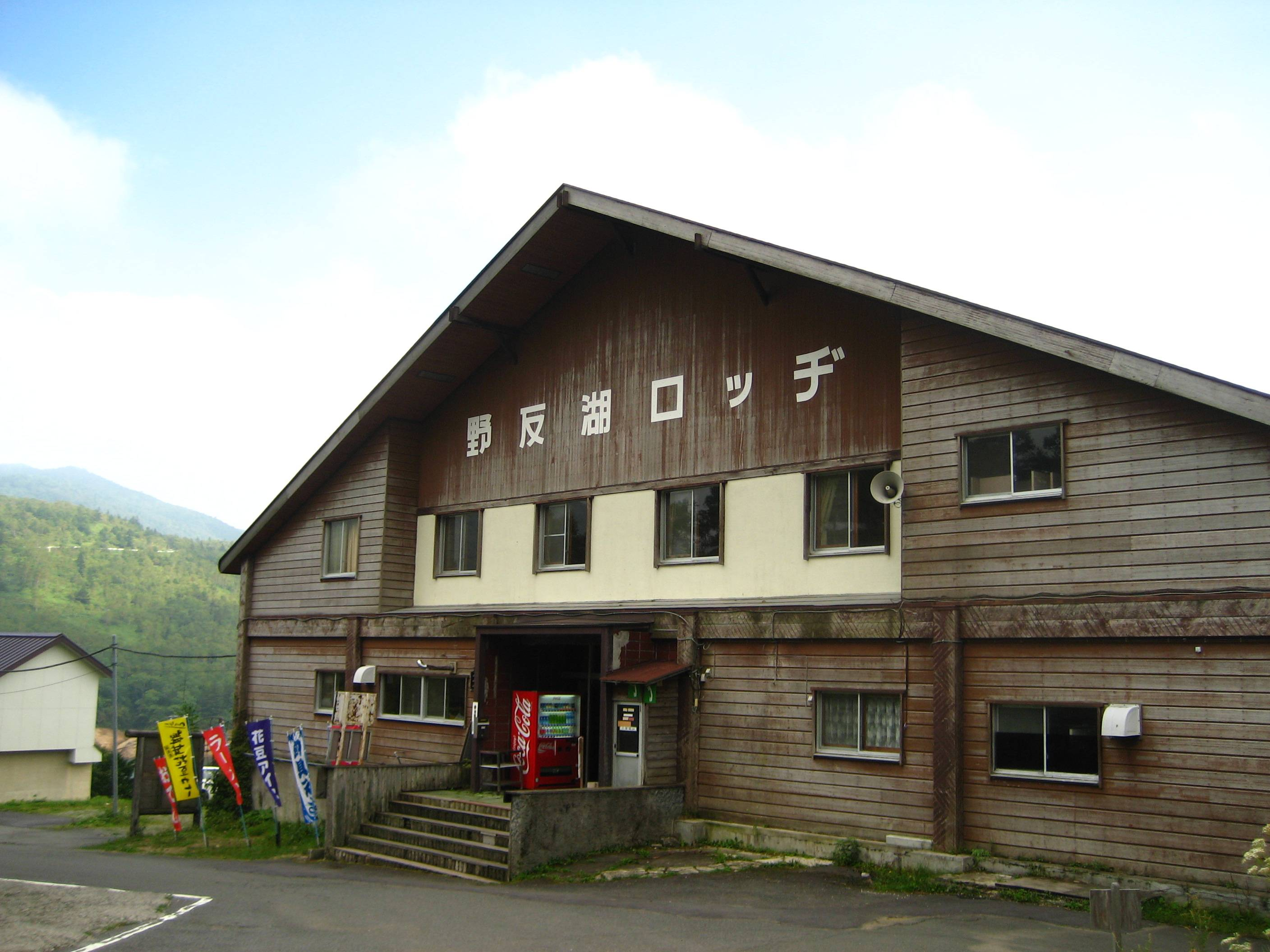
野反湖ロッヂ
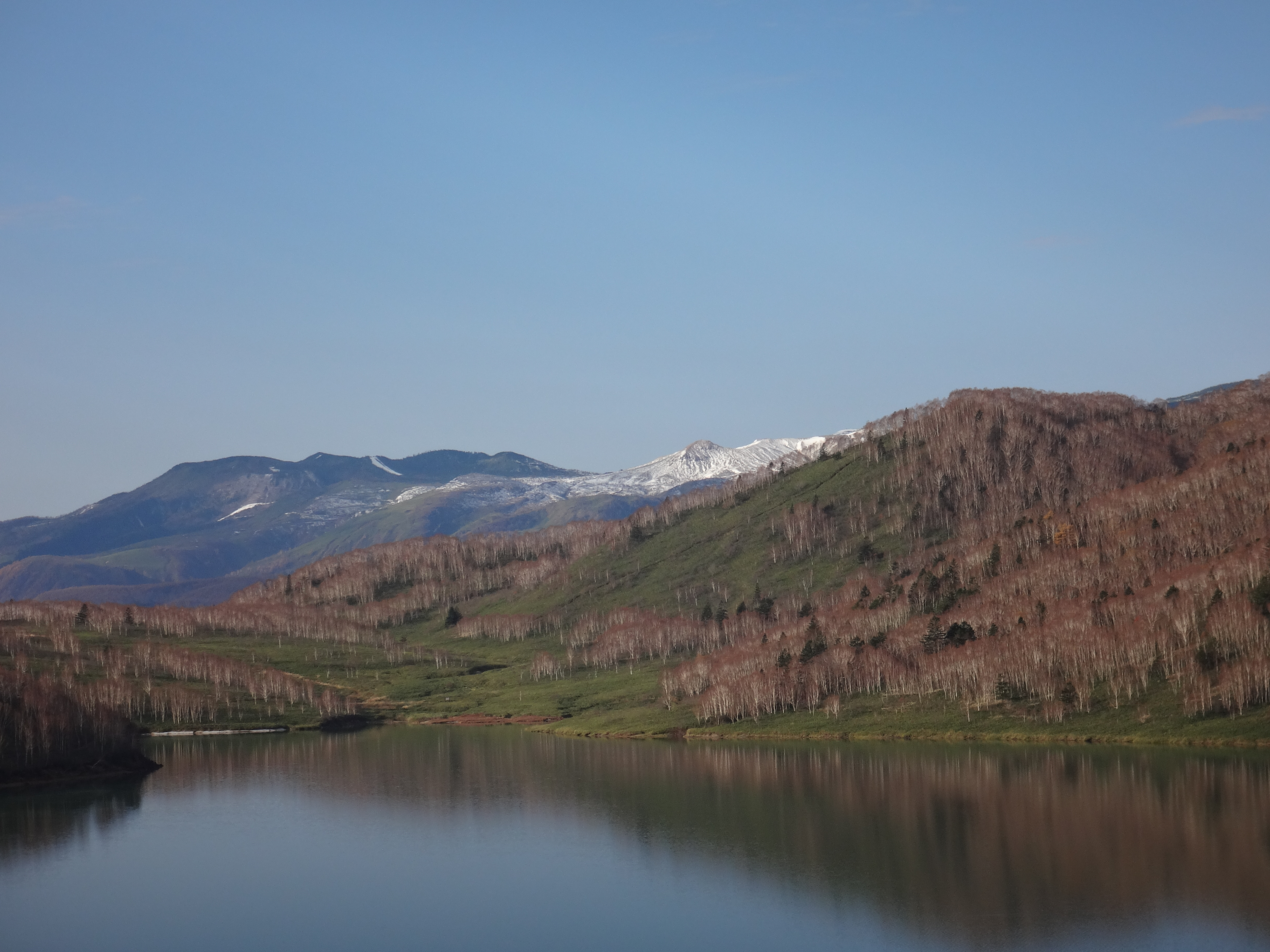
野反湖から草津白根山

## 諸問題
東京電力は2006年（平成18年）11月28日および12月12日のプレスリリースで、野反ダムにおける不正行為を明らかにした。
まず、ダムの変形量を測定したデータの不適切な取り扱いについて明らかにした。野反ダムの下流側斜面には、ダムの変形量を計測する計測器と、その基準となる基準点が設けられている。1990年（平成2年）10月、積もった雪の重みで基準点の位置がずれ、計測器は異常な値を示した。しかし、公にされた値は補正が加えられた後のものだった。その値は過去の測定データの傾向を見て、つじつまを合わせたものに過ぎなかった。こうした扱いはその後も見られたが、2002年（平成14年）に発覚した原子力発電所不祥事が契機となって社内上層部まで知れ渡ることとなり、補正は行われなくなった。しかし、この件について国土交通省に報告したのは2006年（平成18年）11月27日（プレスリリースの前日）のことだった。
続いて、野反ダム放流管の肉厚測定データも不適切な取り扱いが見られた。1975年（昭和50年）から水利使用規則にのっとり、管の肉厚が経年とともに減少するかを観察するため、年度ごとに肉厚を測定し、その値を報告するよう義務付けられていた。しかし、計測しても前回の計測値を超えないように補正したり、全く計測をせずに帳尻を合わせただけで済ませたこともあった。こうした扱いは遅くとも1984年（昭和59年）度には始まっていたという。
なお、野反ダムの安全性については問題ないとしている。